# Никитенко, Наталья Владимировна
Наталья Владимировна Никитенко (род. 26 марта 1979, Фрунзе, Киргизская ССР) — кыргызская государственная и политическая деятельница, правозащитница, специалист по конституционному праву. Председатель Комитета по правопорядку, борьбе с преступностью и противодействию коррупции с 2018 по 2021 год, экс-депутат Жогорку Кенеша. Работник организации «Инновационные проекты с Аидой Саляновой» с 23 июля 2018 года, активист в структуре ООН-женщины в Кыргызстане, член Социалистической партии «Ата-Мекен».

## Биография
Родилась 26 марта 1979 года в Бишкеке, по национальности — русская.
Бывший депутат Жогорку Кенеша, ныне работает в «Инновационных проектах Аиды Саляновой» с 2018 года. Член социалистической партии «Ата мекен» с 2010 года.
Наталья Никитенко была депутатом Парламента Кыргызской Республики с 2010 по 2021 год. Она входила в состав следующих комитетов Парламента Кыргызстана в качестве:
Председателя Комитета по правоохранительной деятельности, противодействию коррупции и борьбе с преступностью, 2018 — декабрь 2021 года (включая поправки в Уголовный и Административный кодексы, в том числе по вопросам наркотиков. Также работала над реформой пенитенциарной системы в Кыргызстане)
Члена Комитета по социальным вопросам, образованию, здравоохранению, 2015—2018 гг.
Председателя Комитета по конституционному законодательству, правам человека и государственному управлению, 2014—2015 (среди прочего в повестке Комитета были включены и вопросы права человека для представителей уязвимых групп населения).

## Образование
Образование высшее. В 2001 году окончила Бишкекскую финансово-экономическую академию по специальности «менеджмент», специализация — финансовый менеджмент. В этом же году окончила Международный университет бизнеса и управления (Москва) по специальности «менеджмент», специализация — банковский менеджмент.
В 2008 году получила степень магистра менеджмента в Бишкекской финансово-экономической академии.

## Награды
- Почётные грамоты ЖК КР
- Почётная грамота Межпарламентской Ассамблеи государств-участников СНГ (27 ноября 2014 года, Межпарламентская ассамблея СНГ) — за активное участие в деятельности Межпарламентской Ассамблеи и её органов, вклад в укрепление дружбы между народами государств — участников Содружества Независимых Государств[1]
- Медаль «За укрепление парламентского сотрудничества» (16 апреля 2015 года, Межпарламентская ассамблея СНГ) — за особый вклад в развитие парламентаризма, укрепление демократии, обеспечение прав и свобод граждан в государствах — участниках Содружества Независимых Государств[2]
- Медаль «МПА СНГ. 25 лет» (27 марта 2017 года, Межпарламентская ассамблея СНГ) — за заслуги в деле развития и укрепления парламентаризма, за вклад в развитие и совершенствование правовых основ функционирования Содружества Независимых Государств, укрепление международных связей и межпарламентского сотрудничества[3]